# 阿斯圖里亞斯親王號航空母艦
36°37′12″N 6°19′54″W / 36.619886°N 6.331671°W
阿斯圖里亞斯親王號（R-11） 是一艘西班牙海軍已退役的輕型航空母艦，也是西班牙歷來第三艘航空母艦。艦名來自西班牙儲君的封號“阿斯圖里亞斯親王”。
阿斯圖里亞斯親王號搭艦載12架AV-8B/B+獵鷹式垂直/短距起降戰鬥機，12架直升機，通常是6架SH-3H海王式反潛直昇機，4架AB-212通用直昇機和2架SH-3 AEW海王式預警直昇機。由於飛行甲板只有175.3米長，故此在艦艏跑道末端加裝一段12°仰角滑躍起飛甲板（46.5米長）。
本艦由兩台通用電氣LM2500燃氣渦輪引擎推動，功率34.6兆瓦，共46,000馬力，單軸推動。最高航速27節，能以20節航速航行6,500海浬。
防禦武裝主要是4座FABA梅羅卡2B型近迫武器系統，每座裝有12管厄利孔L120 20毫米機炮，亦裝有8枚魚叉反艦飛彈，對抗措施包括Sippican SRBOC假目標發射系統，拖放魚雷誘餌，以及艦體和槳葉降噪系統。
本艦由西班牙國營巴贊公司費羅爾船廠建造，以美國的「制海艦」計劃為設計藍本，1977年完成設計，1979年安放龍骨。1982年，在西班牙國王胡安·卡洛斯一世和王后的見證下，西班牙史上第一艘自行建造的航空母艦在費羅爾船廠下水。然而由於需要增加「特里坦」（Tritan）數位指揮控制系統，原來的系統設計需大幅更改，直至1988年5月30日才正式服役。
由于无法负荷每年高达3000万欧元的维护费用，西班牙国防部在2013年决定让其提前退役。

## 新航空母艦
至2007年，西班牙的「戰略武力投射艦」將會完成服役，屆時西班牙將有兩艘航空母艦類同時服役。雖然「戰略武力投射艦」主要作為直升機母艦使用支援兩棲作戰，但亦配備少量獵鷹式戰鬥機。
这艘航母在西班牙海军中扮演的旗舰角色已由排水量达2.9万吨的胡安·卡洛斯一世号两栖攻击舰取代。

## 退役后去向
阿斯圖里亞斯親王號退役之后，西班牙原计划将其拆除，而且已经拆除部分舰上设备。但出现中东的未透露国名的买家；菲律宾海军也扬言考虑购入此艘航空母舰；印尼海军曾表示出兴趣，但在考察后放弃。因此有报道称西班牙将售出该航母，并按买家要求对其进行现代化改装。
据西班牙《国家报》网站2016年9月29日报道，2016年年初以来“阿斯图里亚斯王子”号航母连续流拍3次，价格一降再降，从最初的480万欧元降至290万欧元，仍无人问津。2016年9月29日举行拍卖会，一家西班牙企业及其土耳其合作方组建的合资公司以240万欧元的价格竞拍成功，在完成相关手续后，这艘航母将被运至土耳其进行拆解。